# På kanten af evigheden
På kanten af evigheden er en roman af den walisiskfødte forfatter Ken Follett. Det er tredje bind i en trilogi om det 20. århundrede.  Handlingen er bygget op om fem indbyrdes forbundne familier, og i dette tredje bind udspiller handlingen sig i perioden fra 1961 til 1989.